# متين ألتيأي
متين ألتن أي (ولد عام 1962 في شهر أبريل ، أزمير ) ، لاعب كرة القدم التركي سابق ومدير فني .وهو لاعب سابق ف اتحاد الشباب وطرابزون سبور وأسطنبول سبور .

## المسار الرياضي

### مسار فرق النوادي
بدء بناء البنية التحتية لكرة القدم في سكن الطلاب إيدمان .  في وقت لاحق في الثمانينات والتسعينات، لعب في بولو سبور ، قيصري سبور التركي ، اتحاد الشباب، طرابزون سبور ، أسطنبول سبور وشانلي أورفا سبور .

### مسار المنتخب الوطني
متين ألتيأي ، ارتدى زي المنتخب الوطني للشباب مرة واحدة فقط. 

## روابط خارجية
- متين ألتيأي على موقع اتحاد تركيا (لاعب) (الإنجليزية)
- متين ألتيأي على موقع اتحاد تركيا (مدرب) (الإنجليزية)
- متين ألتيأي على موقع قاعدة بيانات كرة القدم.إي يو (الإنجليزية)
- متين ألتيأي على موقع عالم كرة القدم.نت (الإنجليزية)